# (19255) 1994 VK8
(19255) 1994 VK8 – planetoida z grupy obiektów transneptunowych z pasa Kuipera.

## Odkrycie
Planetoida została odkryta 8 listopada 1994 roku przez Alana Fitzsimmonsa, Donala O’Ceallaigha i Iwana Williamsa w obserwatorium w Las Palmas. Nazwa planetoidy jest oznaczeniem tymczasowym.

## Orbita
(19255) 1994 VK8 nachylona jest do płaszczyzny ekliptyki pod kątem 1,49°. Na jeden obieg wokół Słońca ciało to potrzebuje ponad 279 lat, krążąc w średniej odległości 42,77 j.a. od Słońca. Jest to obiekt niepozostający w rezonansie orbitalnym z Neptunem, tzw. cubewano.

## Właściwości fizyczne
(19255) 1994 VK8 ma średnicę szacowaną na ok. 175 km. Jego jasność absolutna to 7,0m, albedo wynosi 0,1. Obiekt ten obraca się w czasie ok. 9 godzin wokół własnej osi.